# Opowiadanie o siedmiu powieszonych (film)
Opowiadanie o siedmiu powieszonych (ros. Рассказ о семи повешенных lub Семь повешенных) – rosyjski czarno-biały film niemy z 1920 roku. Ekranizacja opowiadania Leonida Andriejewa o tej samej nazwie. Film nie zachował się do naszych czasów.